# Zarià (Rassvet)
|  | Per a altres significats, vegeu «Zarià». |

Zarià - Заря (rus) és un possiólok del krai de Krasnodar, a Rússia. Es troba a les terres baixes de Kuban-Azov, a 15 km al sud de Staromínskaia i a 150 km al nord de Krasnodar, la capital del territori.
Pertany al possiólok de Rassvet.